# Пенькі (Білостоцький повіт)
Пенькі (пол. Pieńki) — село в Польщі, у гміні Міхалово Білостоцького повіту Підляського воєводства.
Населення — 85 осіб (2011).
У 1975-1998 роках село належало до Білостоцького воєводства.

## Демографія
Демографічна структура станом на 31 березня 2011 року:
|          | Загалом | Допрацездатний вік | Працездатний вік | Постпрацездатний вік |
| -------- | ------- | ------------------ | ---------------- | -------------------- |
| Чоловіки | 42      | 6                  | 28               | 8                    |
| Жінки    | 43      | 6                  | 22               | 15                   |
| Разом    | 85      | 12                 | 50               | 23                   |